# Manettino

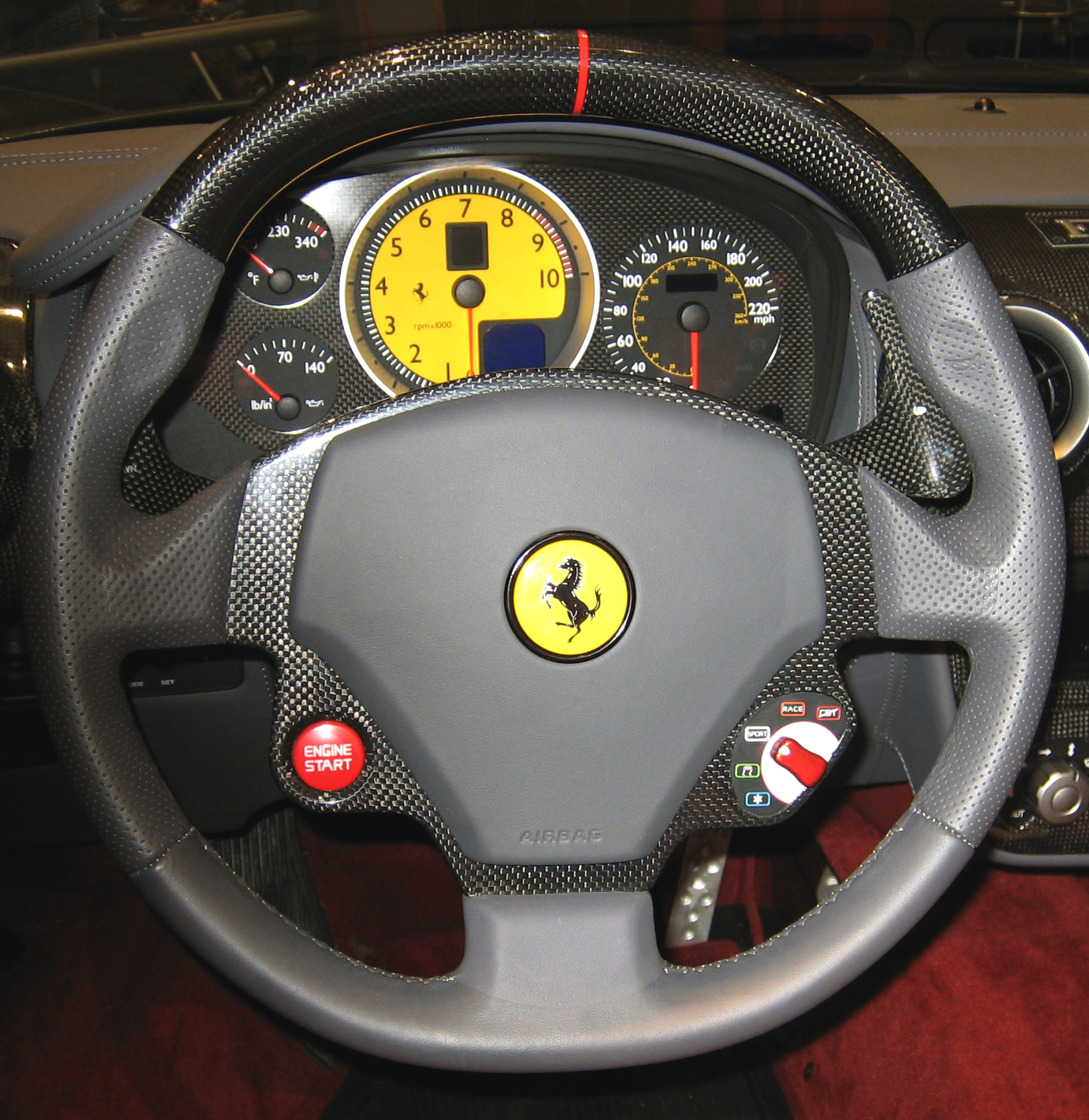
Ferrari F430 avec le manettino placé à droite du bouton démarrer.

Le système manettino est inclus sur les Ferrari modernes (il est implanté à partir de la Ferrari F430 en 2004). Cette technologie est mise en place sur le volant, généralement en son centre.

## Description
Le manettino (en italien petit levier) s'inspire des commandes situées sur les volants de Formule 1.
Le système permet un réglage rapide et simple : de la suspension, du contrôle de traction, du différentiel électronique et de la vitesse de changement de rapport de la boîte de vitesses,,,.
Un système similaire est utilisé sur la Ferrari Enzo.
Le premier mode (wet) s'utilise sur des routes mouillées. Le second correspond au mode sport. Le troisième est le mode race, il est surtout adapté pour le circuit. Le quatrième CT OFF désactive le contrôle de traction. Enfin le dernier mode appelé ESC OFF désactive le correcteur électronique de trajectoire.